# Evolution (альбом Пола ван Дайка)
Evolution (рус. «Эволюция») — шестой студийный альбом Пола ван Дайка, вышедший в 2012 году. Первоначально релиз был запланирован на 2011 год, но в итоге был перенесён на следующий год. Датой релиза было объявлено 20 марта, а позже — 3 апреля 2012 года.

## Об альбоме
В работе над пластинкой приняли участие Адам Янг, известный под псевдонимом Owl City, Джузеппе Оттавиани, Остин Лиидс, Plumb, Arty, проект Джонни Макдэйда Fieldwork и Суэ Макларен.Также планировалось участие певицы Dev, но в итоге она не приняла участие в работе над пластинкой.

## Список композиций
| №   | Название                                                     | Длительность |
| --- | ------------------------------------------------------------ | ------------ |
| 1.  | «Symmetries» (при участии Остин Лиидс)                       | 5:41         |
| 2.  | «The Ocean» (при участии Arty)                               | 6:09         |
| 3.  | «Eternity» (при участии Адама Янга)                          | 3:33         |
| 4.  | «Verano» (при участии Остин Лиидс)                           | 4:34         |
| 5.  | «I Don't Deserve You» (при участии Plumb)                    | 6:47         |
| 6.  | «The Sun After Heartbreak» (при участии Сью МакЛарен & Arty) | 4:57         |
| 7.  | «Rock This»                                                  | 4:48         |
| 8.  | «Dae Yor» (при участии Уммет Озкан)                          | 3:34         |
| 9.  | «All the Way» (при участии Тайлера Микхауда & Fisher)        | 6:16         |
| 10. | «If You Want My Love» (при участии Caligola)                 | 3:08         |
| 11. | «Lost in Berlin» (при участии Мишель Леонард)                | 6:42         |
| 12. | «Everywhere» (при участии Fieldwork)                         | 6:41         |
| 13. | «A Wonderful Day» (при участии Джузеппе Оттавиани)           | 5:24         |
| 14. | «We Come Together» (при участии Сью МакЛарен)                | 5:50         |
| 15. | «Heart Stops Beating» (при участии Сара Хоувеллс)            | 4:55         |

| №   | Название                                       | Длительность |
| --- | ---------------------------------------------- | ------------ |
| 16. | «Love Ammunition» (при участии Мишель Леонард) | 6:50         |
| 17. | «Senses»                                       | 5:47         |
| 18. | «Open My Eyes» (при участии Kyau & Albert)     | 5:56         |

| Оценки критиков | Оценки критиков |
| Источник        | Оценка          |
| --------------- | --------------- |
| About.com       | [ 4 ]           |
| Allmusic        | [ 5 ]           |
| Blogcritics     | (положительная) |
| Suite101.com    | (положительная) |

## Чарты
В конце апреля пластинка дебютировала на двадцать третьем месте в российском чарте альбомных продаж, поднявшись спустя 2 недели на 13 место. Потом альбом оказался на 20 позиции.